# Yoshiro Nakamatsu
Yoshiro Nakamatsu (中松 義郎, Nakamatsu Yoshirō; Tokio, 26 juni 1928), ook wel bekend als Dr. NakaMats (ドクター中松, Dokutā Nakamatsu), is een Japanse uitvinder die uitgegroeid is tot een kleine beroemdheid dankzij zijn uitvindingen. Hij verschijnt regelmatig in Japanse talkshows waarbij hij één of meerdere van zijn uitvindingen op humoristische wijze toont.
Hij is een productieve uitvinder en beweert dat hij meer dan 4000 uitvindingen heeft gedaan en daarmee het wereldrecord heeft. Hoewel deze claim vermeld wordt in diverse media-artikelen, rekenen een aantal andere bronnen Nakamatsu niet tot de meest productieve uitvinders ter wereld. Nakamatsu was het onderwerp van de documentaire The Invention of Dr Nakamats uit 2009.

## Uitvindingen
Nakamatsu's uitvindingen waarover hij een octrooi heeft zijn onder andere:
- "Enerex"-systeem voor het genereren van waterstof en zuurstof.[9]
- "PyonPyon" springschoenen met bladveren onder de zool.[10]
- "Cerebrex" fauteuil, een stoel waarvan hij veronderstelt dat deze mentale functies zoals hoofdrekenen en denken verbetert door het hoofd te koelen en de voeten te verwarmen.[11]
- Een WC-briloptiller.[12]
- Een condoom waar een magneet in zit, hij veronderstelt dat dit zorgt voor "verbeterde gevoeligheid" omdat "elektriciteit gegenereerd wordt in de bloedvaten van de vrouwelijke organen volgens Flemings linkerhandregel".[13]
- Beschermende enveloppen voor diskettes en een diskette die de leeskop van het diskettestation schoonmaakt.[14]
- Een cd die zogenaamd "de helderheid of seksuele functies verbetert".[15]
- Een sigaretachtig apparaat dat zogenaamd de "hersenen activeert".[16]
- Een kussen dat voorkomt dat men in slaap valt gedurende het rijden (een luchtcompressor die vastgebonden zit aan de hoofdsteun en met kracht lucht toevoert aan de bestuurder)[17]
- Een kijkgat in een vel materiaal, beschreven als een "van één kant af zichtbare afscherming".[18]
- Een bril in de vorm van ogen waardoor het lijkt dat de drager geen bril draagt.[19]
- Een pruik voor zelfverdediging " — een lint en een gewicht zijn vastgemaakt aan de pruik. De drager zwaait met de pruik om een aanvaller te raken".[20]

Het moet hierbij wel worden opgemerkt dat octrooi (deze of welke andere dan) niet noodzakelijk betekenen dat deze uitvindingen werken. Octrooibureaus verlenen een octrooi zonder te controleren of de uitvinding werkt. Hoewel een octrooi vaak ongeldig is als de uitvinding niet werkt, wordt dit vaak pas ontdekt op het moment dat het octrooi wordt betwist (wat meestal niet gebeurt tenzij de octrooihouder een vermeende octrooischender aanklaagt).

## Beweerde uitvindingen
Nakamatsu heeft veel van zijn roem te danken aan zijn bewering dat hij de floppydisk heeft uitgevonden in 1952. Hij beweert dat hij een licentie heeft gegeven voor het gebruik van zijn floppy aan IBM Corporation in 1979, maar dat de details vertrouwelijk zijn. Een IBM-woordvoerder, Mac Jeffery, zegt dat het bedrijf een aantal licenties heeft voor een aantal van Nakamatsu's uitvindingen, maar niet voor de floppy, die zij zelf hebben uitgevonden. Een andere bron vermeldt dat IBM niet-exclusieve octrooiovereenkomsten met Nakamatsu heeft bereikt in de jaren 70 om een conflict te voorkomen.

## Media-aandacht
Nakamatsu is verschenen in verschillende Amerikaanse tv-shows, waaronder Lifestyles of the Rich and Famous, Late Night with David Letterman en Bizarre Foods with Andrew Zimmern. Hij is ook verschenen in de show Adam and Joe Go Tokyo van de BBC en het BBC-radioprogramma Jon Ronson On...
In 2005 kreeg Nakamatsu de Ig Nobelprijs (een parodie op de Nobelprijs) voor Voeding, voor het fotograferen van elke maaltijd die hij heeft gegeten in een periode van 34 jaar.
In 2009 maakte de Deense filmmaker Kaspar Astrup Schröder een humoristische documentaire over Nakamatsu met de titel The Invention of Dr. NakaMats.